# Domicio Marso
Domicio Marso  fue un poeta romano de época augustea, compañero de Virgilio y Tibulo, contemporáneo de Horacio. Por su cognomen se deduce que era de origen marso.
Sobrevivió a Tibulo, a quien dedicó un epitafio, pero no llegó a los tiempos de Ovidio. Miembro del círculo de Mecenas y protegido por él, el orador Rabirio Fabio lo coloca entre los cultivadores de la epopeya, y al parecer compuso una, Amazonis. Compuso también epigramas funerarios y laudatorios, y también satíricos y sobre la actualidad política, como los que compiló en una obra titulada Cicuta que leyó y admiró a Marcial, su principal seguidor e imitador. Compuso un tratado en prosa, De urbanitate, que cita Quintiliano.